# Villenauxe-la-Grande
Villenauxe-la-Grande é uma comuna francesa na região administrativa de Grande Leste, no departamento de Aube. Estende-se por uma área de 18,05 km². Em 2010 a comuna tinha 2 757 habitantes (densidade: 152,7 hab./km²).